# 1968年華盛頓哥倫比亞特區大暴動
1968年華盛頓哥倫比亞特區大暴動，又稱1968年華府大暴動，由於非洲裔公民運動領袖馬丁·路德·金在1968年4月4日遇害身亡，造成全美國有110個城市產生暴動，華盛頓哥倫比亞特區、芝加哥、巴爾的摩都受到影響。其中華盛頓哥倫比亞特區經歷長達六天的暴動。

## 背景
1960年代，美國聯邦政府提供了許多的就業機會，吸引許多人前往華盛頓居住，中產階級的非裔美國人社區也因此繁盛起來。然而，中下階層的人卻要面對惡劣的居住狀況以及嚴重的貧窮問題。儘管法律規範的種族隔離時期已經結束，肖區、H街的東北廊道、以及華盛頓西南區以第14街與U街交叉口為中心的哥倫比亞高地仍然是非裔美國人主要的商業區。

## 產生暴動的原因
這個區域早就有許多潛藏已久的問題：超高的黑人失業率、住房隔離制度、忽略黑人小孩的教育制度、以及處處針對黑人的警察等等，而馬丁路德遇刺事件，僅只是壓死駱駝的最後一根稻草而已。

### 失業率問題
在1967年6月，全美國統計白人的失業率為4％，非白人的失業率為8.4％。然而，在華盛頓地區卻與全國平均有相當大的差距：1960年代大部分非白人的失業率高達30% 。除了華盛頓之外，底特律和聖路易斯這些地方，也都有非常高的黑人失業率，但是白人的失業率卻都與全國平均無異。在16到22歲的年輕黑人工作人口來說，失業率更是每況愈下，導致這些年輕人不但無法去學校，也沒有工作，更對白人至上的不平制度感到灰心喪志。

## 過程

### 軍事干預
4月5日星期五，白宮派出13600名聯邦美軍軍人，包括1750名聯邦政府哥倫比亞特區國民警衛隊協助當地警察部隊維持治安。海軍陸戰隊機槍隊跟從第3步兵團的步驟，守衛著白宮。在一個點上，4月5日，在暴徒撤退之前，白宮附近有兩個街區達到騷亂的程度。這是自南北戰爭以來，華盛頓特區所遇到最大的佔領行動。

## 外部連結
- The Riots of '68（页面存档备份，存于） (ghostsofdc.org) - video footage and photos of Washington after the riots
- Records（页面存档备份，存于） describing damage; hosted by the National Archive
- （页面存档备份，存于）